# Todd Perry
Todd Scott Perry (n. 17 martie 1976, Adelaide) este un jucător profesionist australian de tenis.
1. 1 2  Association of Tennis Professionals website[*] Verificați valoarea |titlelink= (ajutor)